# Wojciech Sadowski
Wojciech Sadowski (ur. 2 lutego 1954 w Ostaszewie) – naukowiec, polski inżynier, profesor Politechniki Gdańskiej, specjalista z fizyki ciała stałego, nanotechnologii, optoelektroniki.

## Działalność naukowa i zawodowa
Absolwent Liceum Ogólnokształcącego im. Mikołaja Kopernika w Chełmnie (1973). Studia wyższe ukończył w 1979 w Leningradzkim Instytucie Elektrotechnicznym w Leningradzie w specjalności dielektryki i półprzewodniki, uzyskując tytuł zawodowy magistra inżyniera elektronika. Od 1979 pracuje na Politechnice Gdańskiej, pełniąc funkcje: w 2002–2005 prorektora do spraw współpracy ze środowiskiem gospodarczym i inicjatyw europejskich, w 2005–2008 prorektora do spraw współpracy ze środowiskiem gospodarczym i z zagranicą, od 2012 – dziekana Wydziału Fizyki Technicznej i Matematyki Stosowanej; od 2001 – kierownika Katedry Fizyki Ciała Stałego. W latach 2008–2012 był kierownikiem Studium Doktoranckiego Fizyki na Wydziale Fizyki Technicznej i Matematyki Stosowanej. W okresie pracy na Politechnice Gdańskiej odbył staż naukowy na: Uniwersytecie we Fryburgu (1986), w IBM Zurich (1988), na Wydziale Fizyki Politechniki Lozańskiej (1986–1987) oraz w DPMC na Uniwersytecie Genewskim (1987–1992).
W Leningradzkim Instytucie Elektrotechnicznym uzyskał doktorat, a w 1997 habilitację w Instytucie Fizyki Molekularnej PAN w Poznaniu. Stanowisko profesora nadzwyczajnego otrzymał w 1999. Tytuł profesora nauk fizycznych uzyskał w 2003.
Jest autorem ponad 150 publikacji na temat fizyki ciała stałego, nanotechnologii, inżynierii materiałowej, wzrostu kryształów, nadprzewodnictwa i optoelektroniki, w tym 1 książki. Jest promotorem 5 doktorów. Należał do współorganizatorów międzywydziałowego kierunku studiów na Politechnice Gdańskiej – Inżynieria Materiałowa i nowego kierunku studiów Nanotechnologia. W latach 2001–2008 był inicjatorem utworzenia i koordynatorem Regionalnego Centrum Badań Spektralnych (RCBS) w Gdańsku, członkiem komitetu sterującego w I edycji funduszy strukturalnych, współtwórcą Strategii Rozwoju Województwa Pomorskiego. Jest pomysłodawcą i liderem Centrum Zaawansowanych Technologii Pomorze (2003–2008), pomysłodawcą konkursu „Jaskółki przedsiębiorczości” na Politechnice Gdańskiej, autorem projektu „Biuro transferu technologii Politechniki Gdańskiej” (2004–2007), pomysłodawcą i wykonawcą projektu budowy Centrum Nanotechnologii Politechniki Gdańskiej (zakończonego w 2013), którym aktualnie kieruje.
Jest członkiem organizacji naukowych w kraju i zagranicą, m.in.: Komitetu Fizyki PAN, Amerykańskiego Towarzystwa Ceramicznego, Polskiego Towarzystwa Fizycznego, Polskiego Towarzystwa Symulacji Komputerowych, Polskiego Towarzystwa Materiałoznawczego, członkiem (od 1997), prezesem (2007–2010) i członkiem zarządu Polskiego Towarzystwa Wzrostu Kryształów im. Prof. Jana Czochralskiego (2007–2016).

## Ordery i odznaczenia, nagrody
- Srebrny Krzyż Zasługi (1998)[3]
- Medal Komisji Edukacji Narodowej (2011)